# Faleni
Faleni – gaun wikas samiti w zachodniej części Nepalu w strefie Gandaki w dystrykcie Lamjung. Według nepalskiego spisu powszechnego z 2001 roku liczył on 305 gospodarstw domowych i 1683 mieszkańców (901 kobiet i 782 mężczyzn).